# Isle-sur-Marne

Isle-sur-Marne este o comună în departamentul Marne, Franța. În 2009 avea o populație de 112 de locuitori.